# Polynema ruficolle
Polynema ruficolle är en stekelart som beskrevs av Jean-Jacques Kieffer 1913. Polynema ruficolle ingår i släktet Polynema och familjen dvärgsteklar. Inga underarter finns listade i Catalogue of Life.